# Halotus rica

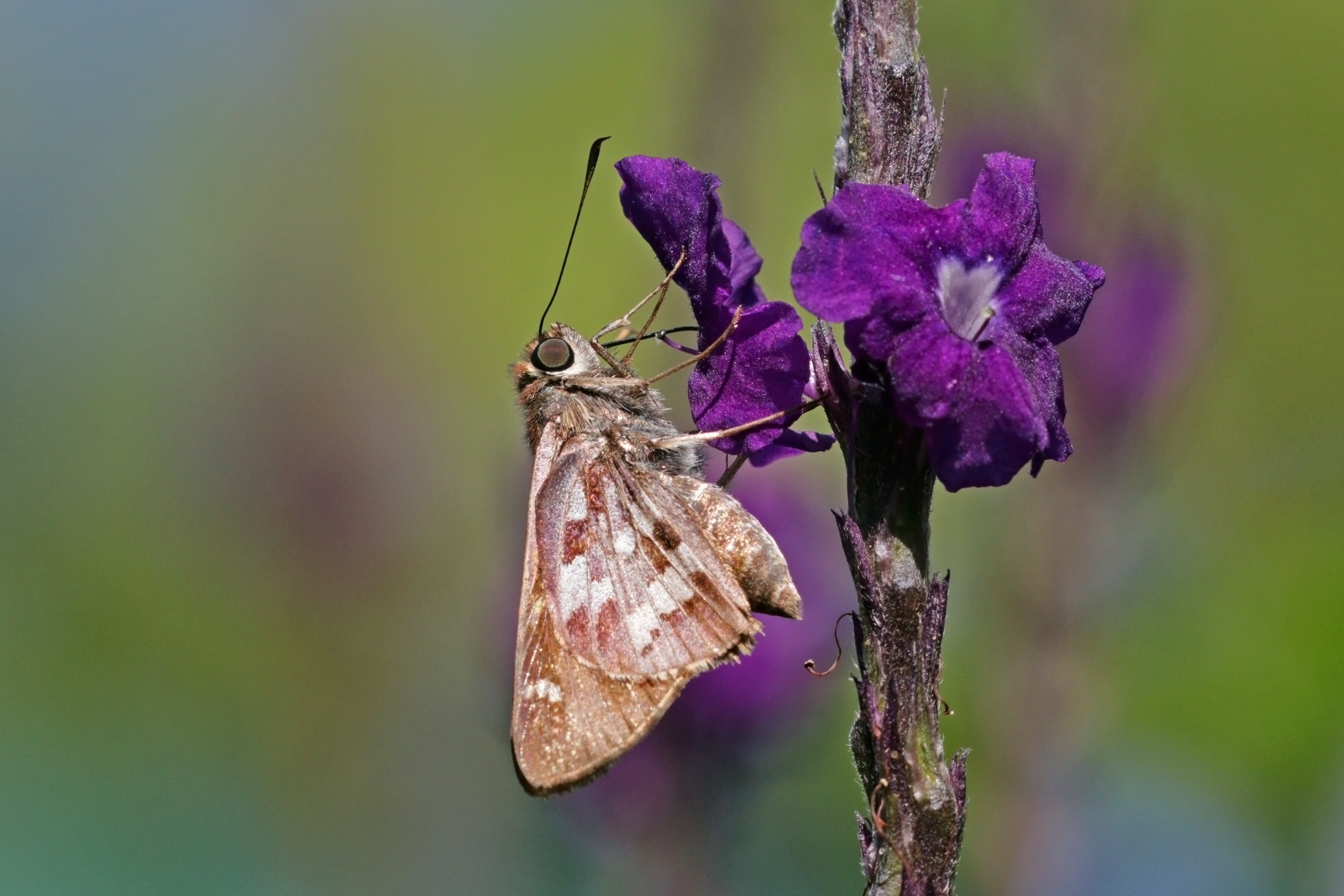
Halotus rica

Halotus rica is een vlinder uit de familie van de dikkopjes (Hesperiidae). De wetenschappelijke naam van de soort is voor het eerst geldig gepubliceerd in 1942 door Bell.